# Тамарин Жоффруа
Тамарин Жоффруа (лат. Saguinus geoffroyi) — вид игрунковых обезьян из рода тамаринов (Saguinus). Встречается в Панаме и Колумбии. Вид назван в честь французского зоолога Этьена Жоффруа Сент-Илера (1772—1844).

## Классификация
В 1997 году Филип Гершковиц классифицировал тамарина Жоффруа в качестве подвида эдипова тамарина (Saguinus oedipus), обитающего исключительно в Колумбии. Однако последние исследования показали, что это два разных вида.

## Описание
Небольшие приматы, длина тела от 225 до 240 мм, что делает их самыми маленькими среди всех приматов Центральной Америки. Длина хвоста от 314 до 386 мм. Самцы весят в среднем 486 грамм, самки в среднем 507 грамм. Шерсть на спине пёстрая, жёлтая и чёрная, задние конечности и грудь светлые. Лицо почти безволосое, на голове шерсть красноватая, с треугольной отметиной на передней части головы. Хвост каштаново-коричневый, с чёрным кончиком.

## Поведение
Как и остальные игрунковые обезьяны, тамарины Жоффруа дневные древесные животные. В отличие от многих других обезьян Нового Света, представители этого вида нередко спускаются на землю. Обычно это происходит в специальных случаях, например при поиске пищи или для того, чтобы перейти на одинокое дерево. Образуют группы размером от трёх до девяти особей, наиболее часто от трёх до пяти. В группе обычно более одного взрослого животного каждого пола. Нередки случаи, когда взрослые особи обоего пола покидают группу, чтобы присоединиться к другой. Каждая группа защищает свою территорию. Плотность популяции на острове Барро Колорадо в Панаме составляет от 3,6 до 5,7 особи на км2, однако в некоторых других районах плотность популяции может доходить до 20 или 30 особей на км2. В среднем в поисках пищи один тамарин проходит 2061 метр в день. Территория группы составляет от 9,4 до 32 га.
Общаются при помощи системы звуков и жестов. Звуки, издаваемые этими тамаринами включают свист, щебетание, трели, писк и скрежет. Положения тела и жесты, в которых животные показывают светлую часть своего тела, например стойка на задних конечностях вкупе с пилоэрекцией (вздыбливанием шерсти), считаются проявлением агрессии. Самки выказывают готовность к спариванию при помощи быстрого верчения хвостом.
Рацион этих приматов во многом совпадает с рационом некоторых тиранновых птиц, вследствие чего у этих животных развилась сходная система звуков, при помощи которых они могут оповещать друг друга о найденном источнике пищи. При этом, поскольку тиранны активны ранним утром, а тамарины в обеденное и вечернее время, соперничество за источники пищи сведено к минимуму.

### Рацион
Всеядны. В рационе фрукты, насекомые, древесные соки и зелёные части растений. В рационе существуют сезонные отличия. Исследования показали, что в диете 40 % насекомых, 38 % фруктов, 14 % древесных соков и 8 % другой пищи. В отличие от других игрунковых, в рационе тамаринов не очень много древесных соков.

## Размножение
Выраженного брачного сезона нет, однако с апреля по июнь рождения сведены к минимуму. В помёте один или два детёныша. Беременность длится 145 дней. Новорождённые весят от 40 до 50 грамм. За потомством следит как самка, так и самец. Детёныши приучаются к твёрдой пище в возрасте от 4 до 7 недель. До 15 недели питаются молоком матери. Половой зрелости достигают в возрасте 2 лет, продолжительность жизни до 13 лет.

## Среда обитания
Населяют различные типы лесов, включая первичные и вторичные, влажные и сухие тропические леса. В Панаме предпочитают селиться во вторичных лесах с умеренной влажностью. Встречаются в центральной и восточной панаме, ареал простирается к западу от зоны Панамского канала. Чаще встречаются на тихоокеанском побережье, чем на атлантическом. Встречаются также в черте города Панама, в en:Metropolitan Natural Park. В Колумбии встречается на тихоокеанском побережье к западу от Анд и к югу от реки Сан-Хуан. Восточная граница ареала в Колумбии простирается за реку Атрато вплоть до национального парка Лас-Оркидеас. Старые источники упоминают о распространении ареала на территорию Коста-Рики, однако это мнение сейчас считается ошибочным.

## Статус популяции
Международный союз охраны природы присвоил этому виду охранный статус «Вызывает наименьшие опасения». Однако в некоторых местах популяция этих приматов уменьшается из-за разрушения среды обитания. Также в Панаме тамарины являются объектом охоты или нелегальной торговли экзотическими животными. Исследования, проведённые в 1985 году, показали, что популяция тамаринов Жоффруа выше там, где влияние человека на окружающую среду минимально. С другой стороны, человеческая активность изменяет пропорции первичных и вторичных лесов в пользу вторичных, что идёт на пользу популяции тамаринов, так как они предпочитают вторичные леса.